# Taizhen Xiang
Taizhen Xiang (kinesiska: 太真乡, 太真) är en socken i Kina. Den ligger i provinsen Zhejiang, i den östra delen av landet, omkring 170 kilometer sydväst om provinshuvudstaden Hangzhou. Antalet invånare är 2778. Befolkningen består av 1 346 kvinnor och 1 432 män. Barn under 15 år utgör 13,0 %, vuxna 15-64 år 62 %, och äldre över 65 år 24,0 %.
Genomsnittlig årsnederbörd är 2 495 millimeter. Den regnigaste månaden är juni, med i genomsnitt 499 mm nederbörd, och den torraste är oktober, med 55 mm nederbörd.